# Liebe hat Vorfahrt
Liebe hat Vorfahrt ist ein deutscher Fernsehfilm aus dem Jahr 2005 von Dietmar Klein.

## Handlung
Weinhändlerin Sonja Franke rennt von einem Unglück ins nächste. Zu Beginn des Films ertappt sie ihren Ehemann in flagranti. Kurz darauf wird sie wegen überhöhter Geschwindigkeit vor Gericht gestellt und der Richter, Dr. Mayer, entzieht ihr die Fahrerlaubnis. Nun muss Sonja mit dem Zug von München nach Würzburg fahren, um dort Wein einzukaufen. Im Zug trifft sie wieder auf ihren Richter Mayer. Da im Speisewagen nur ein Platz frei ist, sieht sie sich gezwungen, an einem Tisch mit dem Richter Platz zu nehmen.
Durch eine Verkettung von unglücklichen Umständen müssen die beiden Kontrahenten die Reise weiter gemeinsam fortsetzen. Da der Zug ausfällt, mieten sie sich von einem Bauern ein Auto. Als dieses aber nach kurzer Zeit wegen Benzinmangels liegen bleibt, nehmen die beiden ein am Straßenrand abgestelltes Moped an sich. Schließlich müssen sie auch noch im selben Hotelzimmer schlafen, da nur noch ein Zimmer im Hotel frei ist. Trotz aller Strapazen, die sie auf sich nehmen, um ihre jeweiligen Termine einzuhalten, gelingt dies keinem von beiden.
Sonja kommt zu spät zur Weinprobe, der Winzer hat alle Weine verkauft, die er für sie reserviert hatte. Auch Richter Mayer kann seinen Termin als Vortragender bei einem Kongress nicht einhalten. Er kommt mit einem Tag Verspätung bei der Veranstaltung an. Dr. Boehme schafft es dennoch ihn als Vortragenden einzuplanen. Jedoch muss Mayer feststellen, dass er mit Sonja die Mappen vertauscht hat. Die Rede hält er somit aus dem Stegreif, was bei seinem Publikum gut ankommt.
Sonja sucht Mayer in seiner Wohnung auf, um ihm die Mappe zurückzugeben. Dort trifft sie auf dessen Sohn und erfährt, dass dieser als Winzer arbeitet. Die beiden werden sich einig und vereinbaren eine Zusammenarbeit.
Im Weinladen wird Sonja von der Polizei aufgesucht und wegen des Mopeddiebstahls zur Rede gestellt. Als Sonja heimkommt, ist ihr Mann Heiner wieder in der gemeinsamen Wohnung, nachdem ihn seine Geliebte hinausgeschmissen hat. Obwohl Heiner als Journalist arbeitet, berichtet Sonja ihm über ihre neue Liebe, Alain Mayer, und verschweigt auch nicht, dass dieser als Verkehrsrichter keinen Führerschein hat. Heiner nutzt dies, um daraus am folgenden Tag eine Schlagzeile für seine Zeitung zu basteln, was zur Folge hat, dass Alain seinen Posten als Verkehrsrichter verliert und in Zukunft Diebstahlsdelikte verhandeln muss.
Am nächsten Tag jedoch erscheint eine neue Schlagzeile, in der Richter Mayer rehabilitiert wird. Auf dem Gang trifft er auf Dr. Boehme, der ihm den Rücken stärkt und ihm wieder die Beförderung an das Oberlandesgericht in Aussicht stellt. Dr. Boehme und sein Begleiter wollen sich jedoch mit in die aktuelle Verhandlung von Alain setzen. Bei dieser kommt es zum Showdown, da dies die Verhandlung ist, in der es um Sonjas Mopeddiebstahl geht. Richter Mayer muss nun einräumen, dass er ebenfalls an dem Diebstahl beteiligt war. Er steht vom Richterpult auf und küsst Sonja.
Zum Ende des Filmes fahren beide nach Frankreich, um den verhassten Vater von Alain Mayer zu besuchen. Alain drängt Sonja dazu, schneller zu fahren. Hinter Strohballen lauert die Polizei, die Sonja in der Tempo-30-Zone mit über 70 km/h blitzt und setzt zur Verfolgung an. Der Abspann beginnt.

## Produktion
Liebe hat Vorfahrt wurde in München und Würzburg gedreht. Der Film erlebte am 25. Februar 2005 auf dem Sender Das Erste seine Fernsehpremiere.

## Kritik
Der film-dienst nannte Liebe hat Vorfahrt eine „romantische (Fernseh-)Komödie in Screwball-Tradition, konventionell, aber sympathisch dank der gut aufgelegten Hauptdarsteller.“